# Fritillaria meleagris
La Fritillaria meleagris és una espècie de planta del gènere fritil·lària de la família de les liliàcies.
És un hemicriptòfit que es troba a Europa fins a Sibèria occidental. Hi ha dues subespècies: la Fritillaria meleagris meleagris I la Fritillaria meleagris burnati. A la primavera, la flor entomòfil de forma de campana creix al cim d'una tija gairebé rotunda d'uns 15 a 20 cm amb quatre o cinc fulles oblongues de color gris-verd des d'un bulb d'un diàmetre d'1 a 2 cm. Els fruits són càpsules que es disseminen per gravitació als quals cal els corrents de les inundacions per a dispersar-se. Els bulbs són verinosos.
Creix a un terra àcid d'aiguamolls, de prats molls, de boscs de ribera i les zones d'inundació dels rius. Les obres de canalització i d'assecament tot i l'eutrofització van destruir tot arreu els seus biòtops naturals. L'espècie que apareix més a Europa central, no es troba al Catàleg de la flora amenaçada de Catalunya.

## Galeria

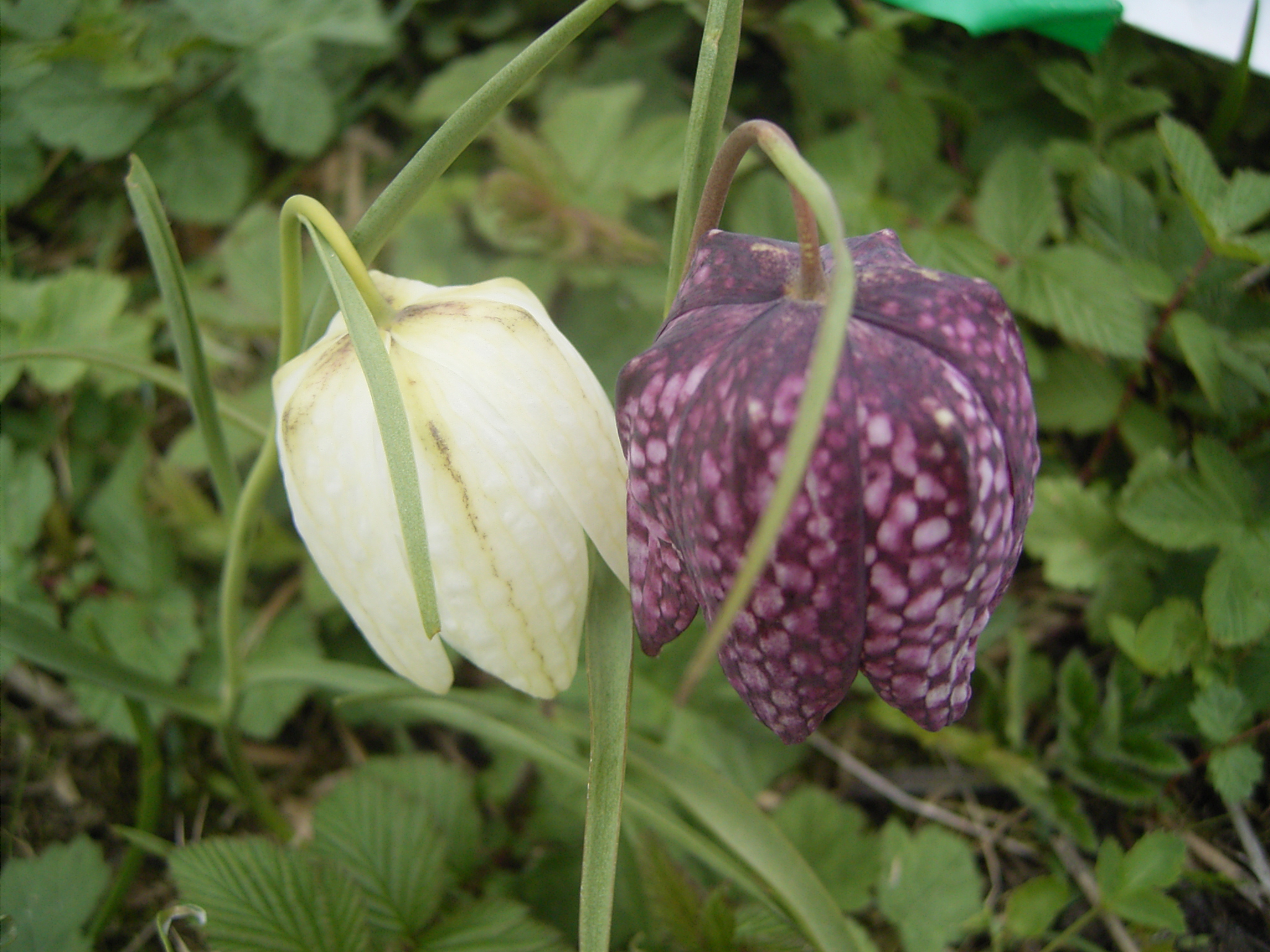
La flor en dos colors
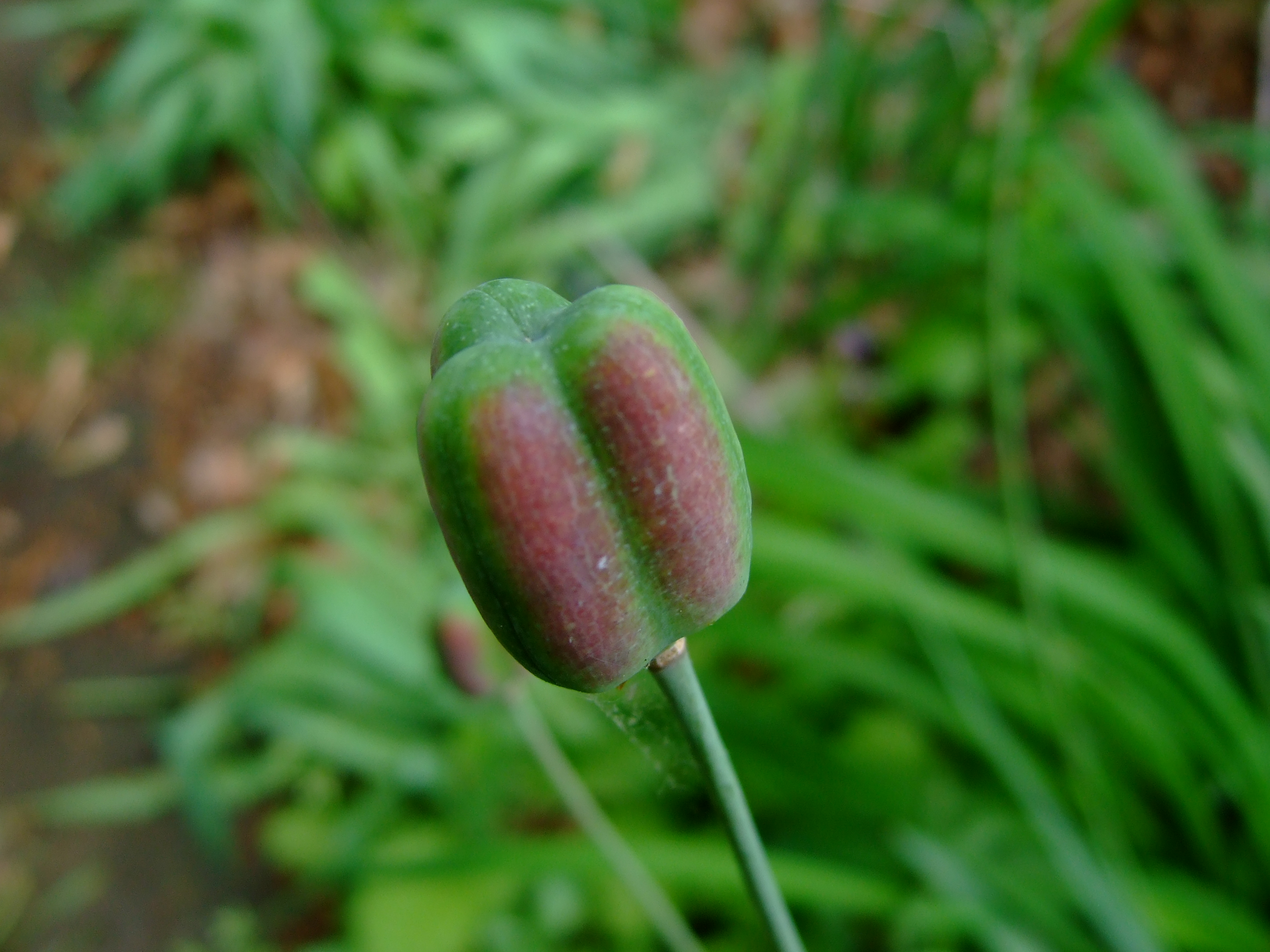
Càpsula
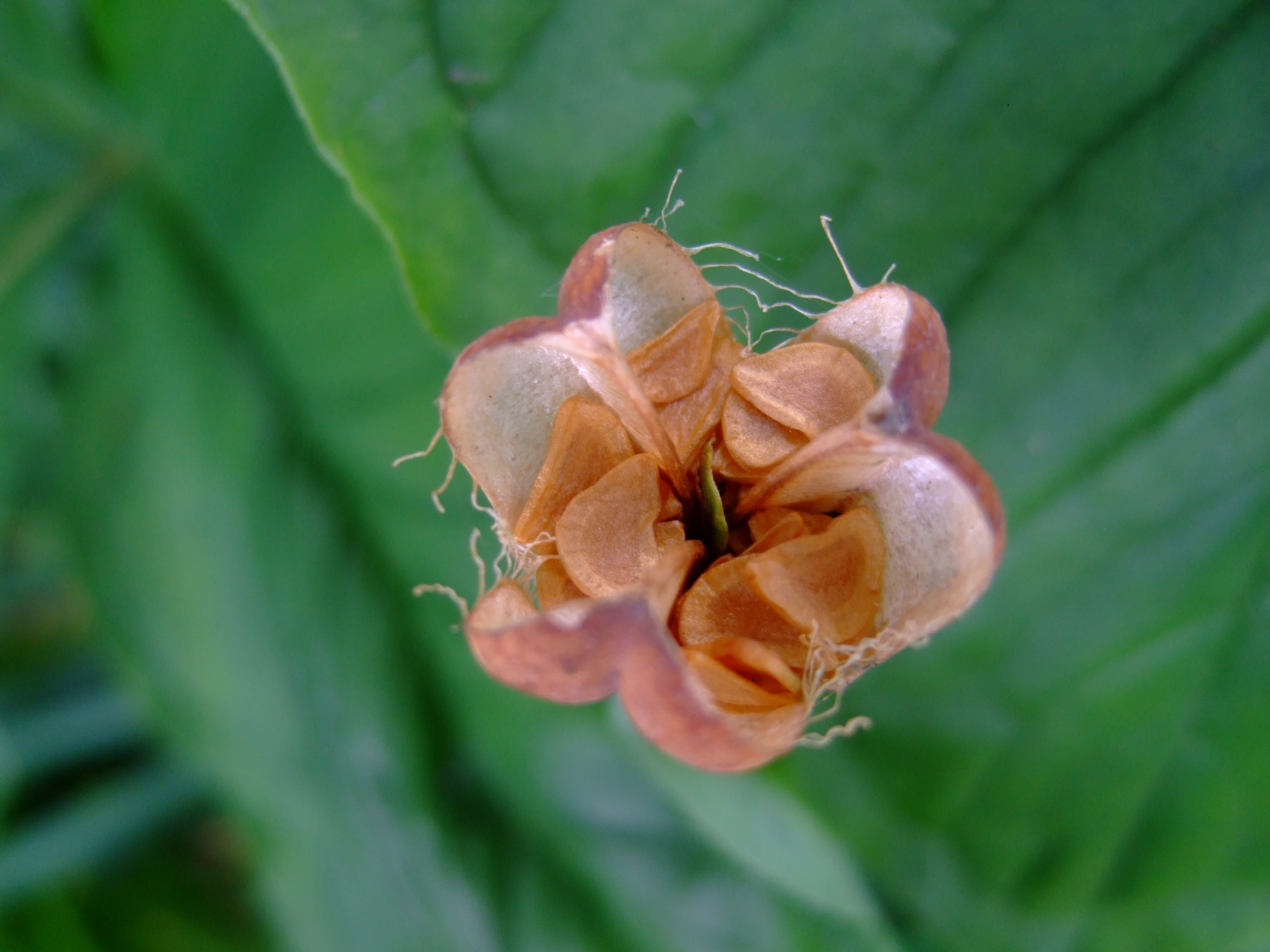
Càpsula oberta
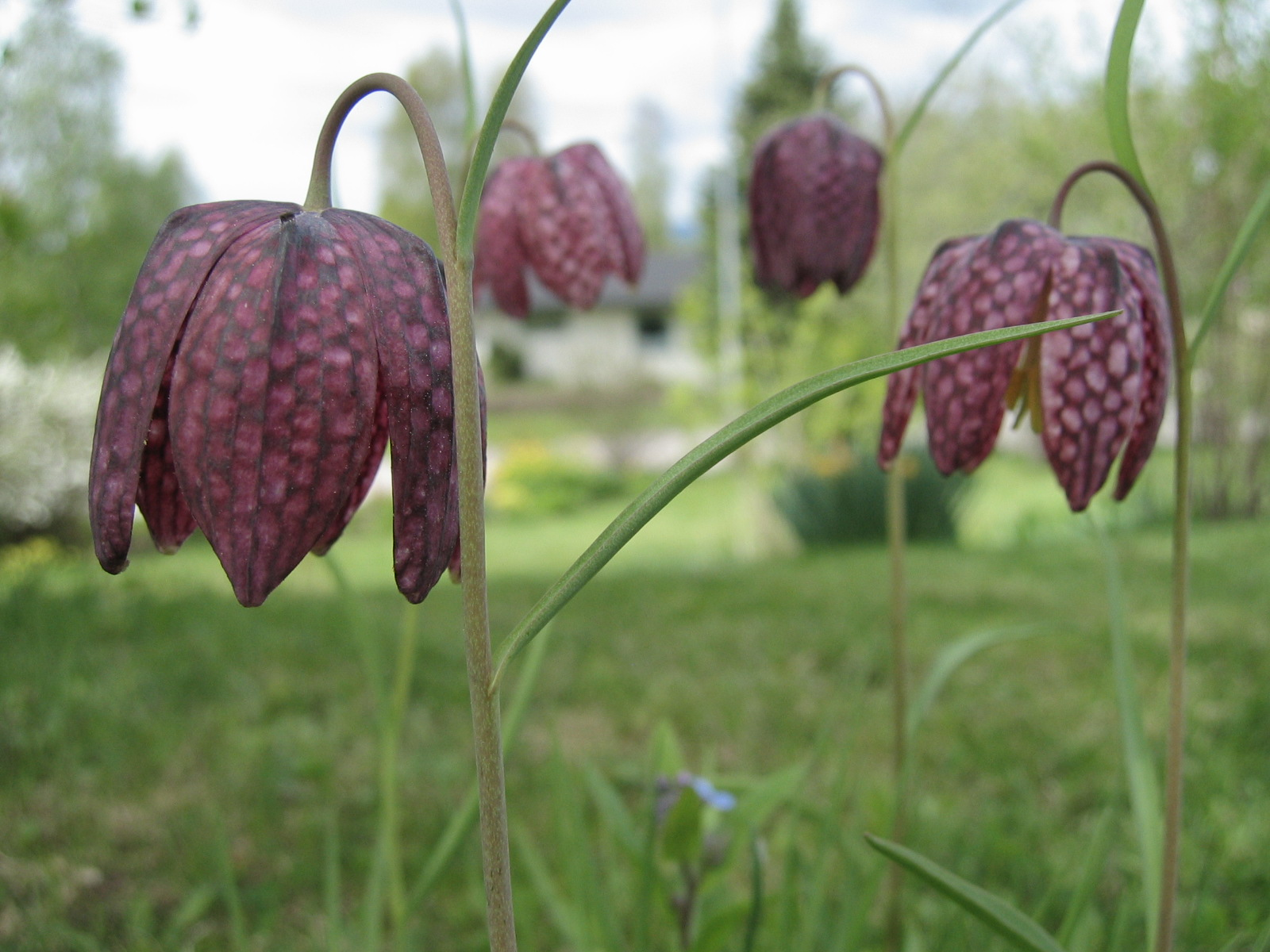
Grup de fritiŀlària